# Ammodillus imbellis
Ammodillus imbellis — монотиповий вид підродини Піщанкові (Gerbillinae).

## Опис
Голова й тіло довжиною від 85 до 106 мм, хвіст між 134 і 160 мм, вага від 40 до 60 гр. Верхні частини тіла червонувато-палеві, волоски на кінчиках чорнуваті. Над очима і за вухами є ясні білі плями. Черево, ноги, підборіддя і щоки білі. Ноги тонкі, підошви голі. Кігті передніх лап добре розвинені. Хвіст довший голови і тіла, волосся на ньому рідке, він темний зверху, світлий знизу і закінчується з пучком волосків коричневого кольору довжиною 8-10 мм. Очі великі. Зубна формула: 1/1, 0/0, 0/0, 3/3 = 16. Каріотип: 2n= 18	FN= 34.

## Поширення
Цей вид відомий лише з кількох записів у Сомалі та Східної Ефіопії. Він знаходиться на відкритих, сухих коротких луках, а також у районах з розкиданими чагарниками. 

## Звички
Про життя і поведінки , мало відомо. Щільність населення низька. Слабка нижня щелепа вказує на дієту з м'якої їжі, можливо плоди і м'які комахи.

## Загрози та охорона
Середовища проживання цього виду знаходиться під загрозою через надмірний випас домашніх кіз, овець і великої рогатої худоби. Немає заходів щодо збереження виду. Не відомо, чи вид присутній в будь-якій з охоронних територій.